# Фрирен (персонаж)
Фри́рен (яп. フリーレン Фури:рэн, англ. Frieren) — главная героиня японской серии манги Sousou no Frieren («Провожающая в последний путь Фрирен»), созданной Канэхито Ямадой и проиллюстрированной Цукасой Абэ. Фрирен — бывший член отряда авантюристов под предводительством героя Химмеля, который после десятилетнего похода победил Короля Демонов и восстановил гармонию в мире. Воссоединившись со своей бывшей компанией пятьдесят лет спустя, Фрирен обнаруживает, что её спутники заметно постарели, и Химмель вскоре умирает от старости после их последнего приключения с целью увидеть метеоритный дождь. Во время похорон Фрирен выразила сожаление, что не попыталась узнать о нём больше. Затем она навещает других своих бывших товарищей и берёт в ученицы девушку по имени Ферн. Фрирен получает приглашение отправиться в легендарное место упокоения душ на дальнем севере, где хочет вновь увидеть Химмеля, достойно попрощаться с героем и выразить свои чувства. Чтобы исполнить эти мечты, Фрирен отправляется в путешествие вместе с Ферн, попутно продолжая изучать магию.
Изначально она задумывалась как комичный воин, но Ямада перебрал множество идей для Фрирен, пока не решил сделать её эльфом, который развивается по сюжету, в том числе благодаря воспоминаниям о Химмеле. В аниме-адаптации её озвучивает Ацуми Танэдзаки. Критики в основном положительно отнеслись к персонажу, поскольку в сериале основное внимание уделяется взглядам Фрирен на жизнь и её стремлению стать лучше. Дальнейшее раскрытие её тёмного прошлого также получило высокую оценку за то, как оно изменило мнение людей о ней.

## Создание
Автор произведения Канэхито Ямада изначально задумывал Фрирен как главную героиню комедийной манги, где она была бы одержима идеей убийства демонов. На пост иллюстратора манги был предложен художник Цукаса Абэ, чьи работы понравились редактору проекта Кацуме Огуре. Сам Ямада был впечатлён первой иллюстрацией Фрирен, считая, что на ней персонаж обладает аурой человечности. В результате Абе был назначен ответственным за иллюстрирование произведения. После рассмотрения нескольких вариантов концепций манги, включавших в себя в том числе и комедийный жанр, Ямаде пришла в голову идея добавить сюжету глубины, сделав главным героем эльфа с большой продолжительностью жизни. С этой же целью появление Химмеля во флешбеках после его смерти было написано так, чтобы отразить эмоциональный рост Фрирен. Ямада отмечал, что при появлении воспоминаний о Химмеле история становится более трагичной. Даже если это грустно, наступает катарсис.
Песня «Yūsha», являющаяся опенингом аниме, была взята из рассказа Fanfare for Frieren («Фанфары для Фрирен», 奏送, Со:со:), написанного Дзиро Кисо под руководством Ямады и рассказывающего о главной героине Фрирен, которая приезжает в маленький городок под названием Music City («Музыкальный город») через пять лет после смерти героя Химмеля. Она получает сложную просьбу от старушки, которую встречает в месте, наполненном музыкой. Сама песня включает в себя эмоциональные изменения и воспоминания главной героини Фрирен о герое Химмеле, выражая одинокую и меланхоличную атмосферу аниме. Первоначально вступительная тема должна была сосредоточиться на мировоззрении путешествия Фрирен, однако автор песни Аясэ был недоволен первой версией, которая, по его мнению, «слишком сильно акцентировала внимание на атмосфере», и решил переработать песню даже после того, как представил её первый вариант команде проекта.
В оригинальной японской аниме озвучке Фрирен озвучивает Ацуми Танэдзаки. Из-за возраста Фрирен Танэдзаки предпочла использовать самый низкий регистр голоса. Она также постаралась передать в своей речи непринуждённый тон сериала. В английском дубляже Фрирен озвучивает Мэллори Родак. Родак высоко оценила процесс озвучивания Фрирен, поскольку ей понравился этот персонаж.

## Приём
По мнению Anime News Network, история Фрирен выделяется среди других фэнтезийных произведений акцентом на сожалениях персонажа после смерти ее соратника Химмеля, несмотря на относительно короткий срок их совместных путешествий по меркам долгоживущих существ. Образ Фрирен сравнивают с образом Рипа Ван Винкля, пережившего изменения во времени окружающего мира и близких. Смерть Химмеля оказывает сильное влияние на Фрирен, побуждая её отправиться в новое путешествие, чтобы глубже понять свои чувства к нему и другим людям.